# Saint-Nazaire (Québec)
Pour les articles homonymes, voir Saint-Nazaire (homonymie).
Saint-Nazaire est une municipalité du Québec dans la municipalité régionale de comté de Lac-Saint-Jean-Est. Elle fait partie de la région administrative du Saguenay–Lac-Saint-Jean.

## Toponymie
Son nom rend hommage à monseigneur Louis-Nazaire Bégin (1840-1925) deuxième évêque de Chicoutimi (1888-1891).

## Histoire
C'est en 1875 que des colons de Jonquière et de Chicoutimi s'intéressent au canton Taché projeté par le gouvernement du Québec. Ces bonnes terres planches et boisées s'avèrent une mine d'or pour des colons. Malgré une pétition d'une soixantaine de noms, ce n'est qu'en 1879 que Georges B. Tremblay arpente le territoire et dépose son rapport aux autorités gouvernementales.
L'absence de chemins et de ressources freine la colonisation jusqu'en 1890, l'année où l'évêque du diocèse organise une expédition pour trouver l'emplacement de la future église et le nom de la mission : Saint-Nazaire est alors baptisée en l'honneur de Mgr Louis-Nazaire Bégin.
Grâce à des terres argileuses et riches en alluvions, la vie économique de Saint-Nazaire dépend presque exclusivement de l'agriculture jusqu'à l'arrivée de la compagnie Duke-Price en 1925. À partir de ce moment, le canton perdra progressivement ses agriculteurs qui préfèrent les salaires offerts par les industries d'Alma.
La municipalité est enregistrée officiellement en conseil en septembre 1905 et la paroisse catholique est érigée canoniquement le 16 mai 1913.

## Géographie
La rivière Saguenay délimite le sud de la municipalité en coulant vers le sud-est.
La Grande Décharge en délimite le sud-ouest en coulant vers le sud.

## Démographie
| 1991  | 1996  | 2001  | 2006  | 2011  | 2016  | 2021  |
| ----- | ----- | ----- | ----- | ----- | ----- | ----- |
| 2 024 | 2 095 | 2 028 | 1 866 | 2 114 | 2 073 | 2 029 |

## Administration
Les élections municipales se font en bloc et suivant un découpage de six districts.
| Saint-Nazaire Maires depuis 2002                                                                                     |                |         |          |
| Élection | Maire          | Qualité | Résultat |
| 2002 | Éric Girard    |         | Voir     |
| 2005 | Éric Girard    | Voir    |          |
| 2009 | Martin Sauvé   |         | Voir     |
| 2013 | Martin Sauvé   | Voir    |          |
| 2017 | Jules Bouchard |         | Voir     |
| 2021 | Johanne Lavoie |         | Voir     |
| Élection partielle en italique Depuis 2005, les élections sont simultanées dans toutes les municipalités québécoises |                |         |          |

## Festivals, loisirs et autres évènements
- Carnaval (février)
- Tournoi familial de hockey-éponge (février)
- Change mon look (avril)
- Course à pied (avril)
- Gala artistique (juin)
- Fête Nationale (juin)
- Festival Saint-Nazaire en fête (juillet)
- Dépouillement d'arbre de Noël (novembre)

## Éducation
Primaire
- Notre-Dame de Lorette

## Culture

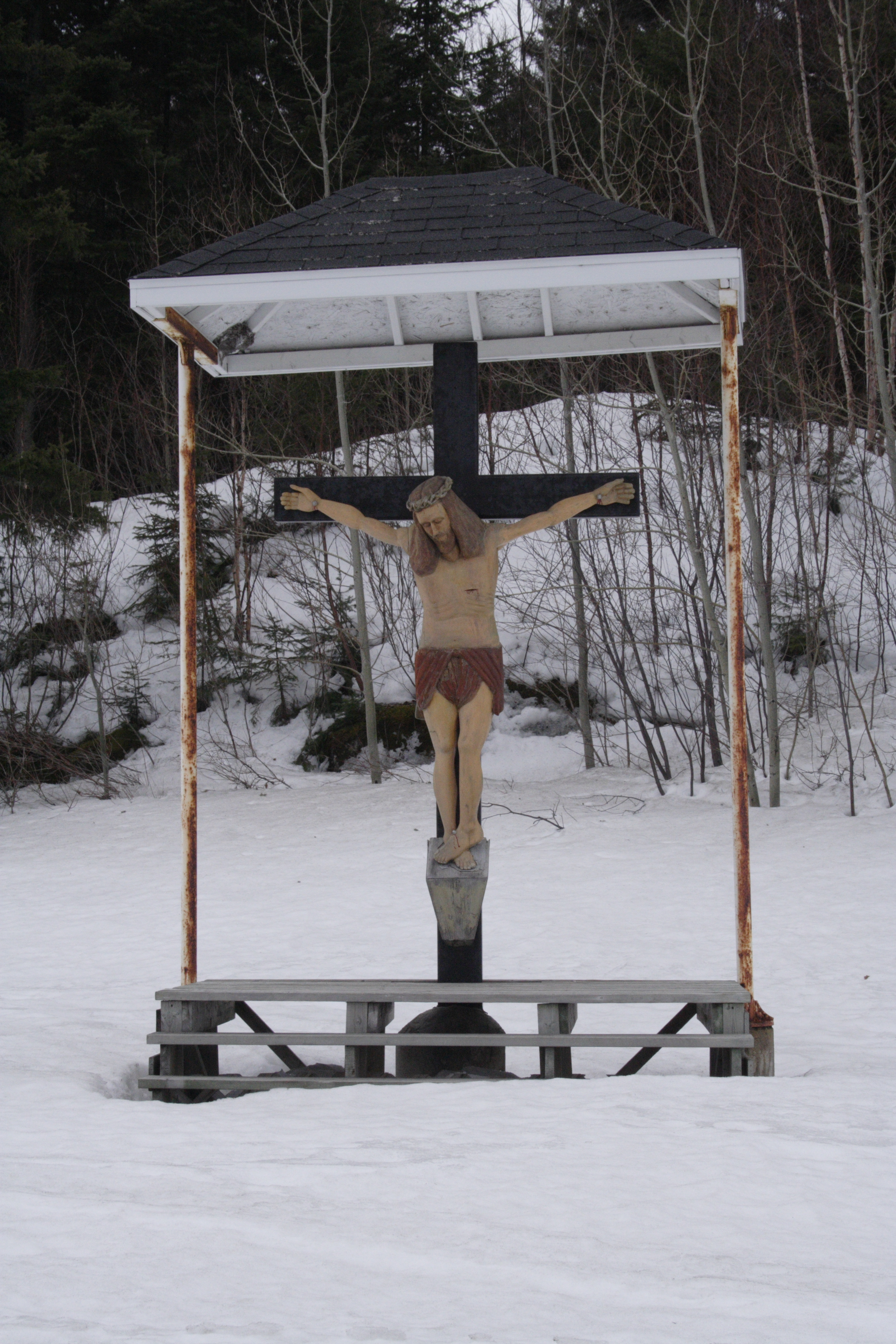
Calvaire qui se trouve à l’entrée de la municipalité de Saint-Nazaire.

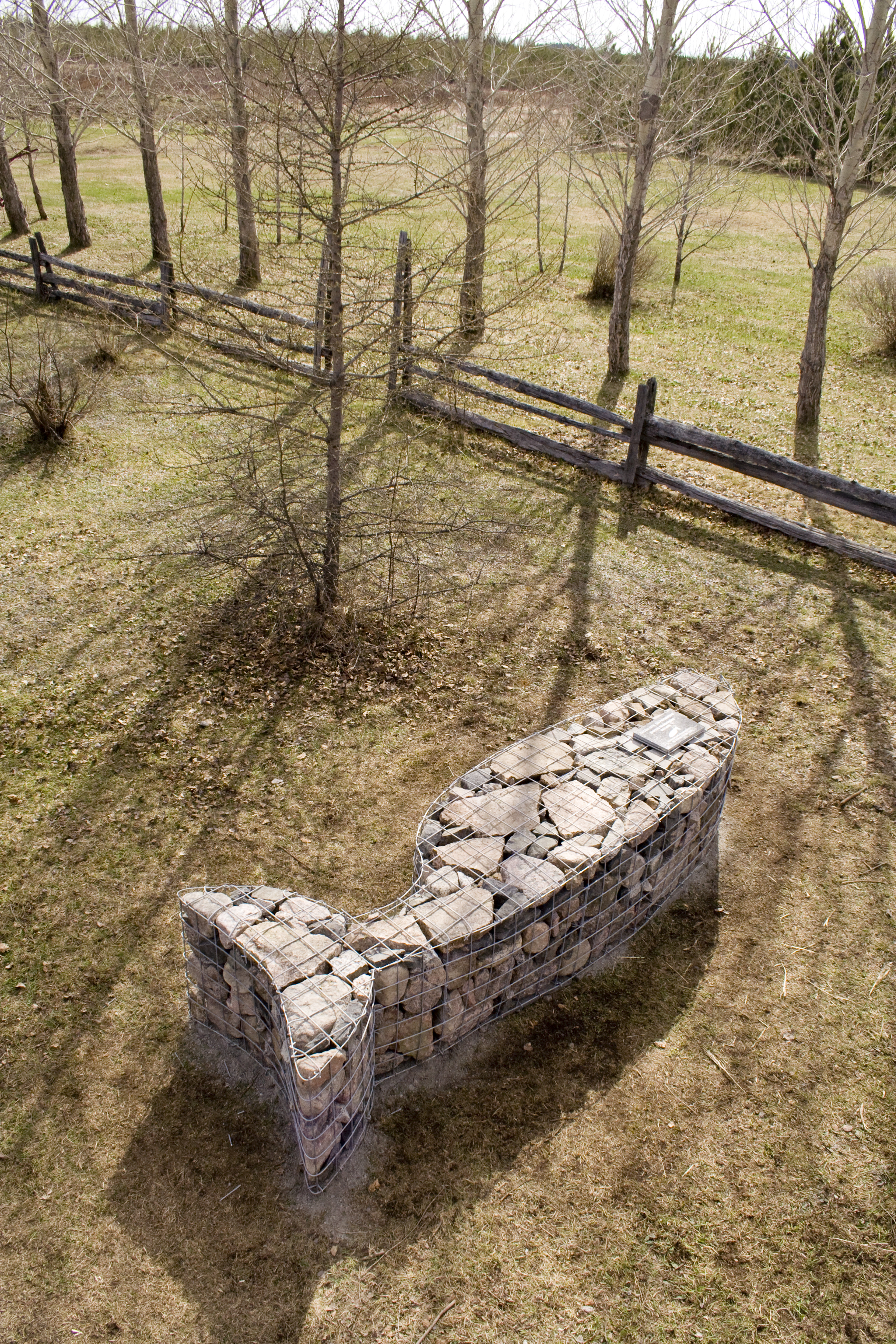
Tacon Site du Patrimoine

À l’entrée de la municipalité de Saint-Nazaire se trouve un monument religieux patrimonial remarquable qui fait la fierté de la communauté. Il s’agit d’un calvaire sculpté et peint. Pour cette raison, le collectif d’artistes Interaction Qui  dans le cadre de la Grande Marche des Tacons-Sites a créé le Tacon Site du Patrimoine et  désigné Saint-Nazaire dépositaire du marqueur identitaire fondé sur la protection du patrimoine religieux régional issu de la tradition chrétienne.